# Florian Guthknecht
Florian Guthknecht (* 19. September 1969 in Fürstenfeldbruck) ist ein deutscher Tierfilmer, Regisseur und Journalist.

## Leben
Guthknecht studierte in Augsburg und Florenz Germanistik und Geschichte. Seit dem Ende seines Studiums arbeitet er als freier Journalist für verschiedene Medien und dreht historische Dokumentationen. Dabei reiste er in entlegene Regionen, vor allem nach Asien, und begann, die Zerstörung der Natur zu dokumentieren. Im Jahre 1998 produzierte er mehrere Dokumentationen für das Format Welt der Tiere mit ersten Bildern über das Korallensterben auf den Malediven und seinen Folgen.
Er war 2002 der erste nicht-italienische Journalist, der zusammen mit dem Biologen und Kameramann Christian Lott die Erlaubnis zu Filmaufnahmen im Naturschutzgebiet Montecristo erhielt. Nachdem bis 2003 vor allem historische Dokumentationen im Vordergrund seiner Arbeit gestanden hatten, widmet sich Guthknecht seither vor allem der Unterwasserwelt. Im Jahr zuvor hatte er das Unternehmen Flowmotion-Film, das sich auf Unterwasserfilme spezialisiert, gegründet. 2006 reiste er mit dem deutschen Kameramann Michael Boxrucker für den Bayerischen Rundfunk und Arte nach China, um als bislang einziges westliches Fernsehteam das Artensterben des Chinesischen Flussdelfins zu dokumentieren. Die beiden waren das einzige Fernsehteam, das einen Einschnitt der Geschichte dokumentierte: Der Chinesische Flussdelfin ist das erste Säugetier, das nicht wegen der Bejagung, sondern wegen der Zerstörung seines Lebensraums ausstarb. Guthknecht war federführender Autor für den international erfolgreichen Netflix- und ARD-Fünfteiler Das Mittelmeer, den er selbst moderierte. Internationales Aufsehen erregte auch sein mehrfach ausgezeichneter Zweiteiler Revolution am Riff, der die Situation sterbender Korallenriffe beschreibt. In den Folgejahren entstanden mehrere Arbeiten mit international renommierten Kameramännern wie Die Azoren mit Sundance-Preisträger Richard Ladkani oder Monster im Badesee mit Volker Tittel. 2015 und 2016 verbrachte Florian Guthknecht für den Mehrteiler Die Karibik für ARD und Arte mehrere Monate auf den karibischen Inseln.
Guthknecht unterrichtet seit 2007 an der Universität Augsburg und der FH Salzburg, an der er auch Lehrbeauftragter ist. Er war als freier Journalist für die Süddeutsche Zeitung und die Abendzeitung tätig. Seit 2019 produziert er in Zusammenarbeit mit Maritim (Label) Hörspielreihen wie Frankenstein und der Zirkel der Sieben.

## Auszeichnungen
Seine erste 43-minütige Tierdokumentation „Quallen – schreckliche Schönheiten“ für ARTE und das Bayerische Fernsehen gewann 2005 die Goldene Palme beim Festival mondial de l'image sous-marine in Antibes und wurde auch bei europäischen Naturfilmfestivals ausgezeichnet. Beim ältesten Naturfilmfestival Europas in Albert gewann er mit seinen Filmen in drei Jahren hintereinander in drei verschiedenen Kategorien die begehrte Goldene Giraffe. Insgesamt erhielten Guthknechts Dokumentationen über 50 internationale Filmpreise, darunter den Umweltpreis des Science Film Festival in Bangkok für "Sägefische - Neptuns vergessene Kinder", "Best Story" beim Festival mondial de l'image sous-marine in Marseille für Revolution am Riff, bester Umweltfilm beim Jahorina Filmfestival und den Preis der Jugendjury 2017 beim Green Screen Naturfilmfestival. Für sein jahrelanges journalistisches Engagement wurde er 2016 als erster Journalist von der bayerischen Umweltministerin Ulrike Scharf mit der Bayerischen Staatsmedaille für besondere Verdienste um die Umwelt ausgezeichnet. Im Jahr 2021 gewann er zum fünften Mal beim renommierten Unterwasserfilmfestival in Belgrad den 1. Preis. Sein letzter Film "Wunderwelt Seegraswiesen" gewinnt in nur einem Jahr sechs internationale Preise, darunter beim deutschen Naturfilmpreis 2024.

## Filmografie (Auswahl)
- 1999: Ein verlorenes Paradies? Das Korallensterben auf den Malediven (ARD)
- 2001: Die Toskanischen Inseln (ARD)
- 2001: Neptuns zerstörte Gärten: Die sterbenden Korallen (ARD)
- 2003: Die Azoren - Töchter des Meeres (ARD)
- 2003: Monte Christo – ein Schatz vor der Plünderung (ARD)
- 2004: Das Rätsel der Seeschlangen (ARD)
- 2005: Bilder einer Landschaft: Elba (ARD)
- 2005: Die vier Jahreszeiten Unterwasser (ARD, ARTE)
- 2005: Quallen – Schreckliche Schönheiten (ARD, arte)
- 2006: Revolution am Riff - Hoffnung für die Korallen?  (ARD, arte)
- 2006: Revolution am Riff - Hoffnung für die Fische? (ARD, arte)
- 2006: Haie - Herrscher der Meere? (3SAT)
- 2006: Lord Howe Island – Paradies am Ende der Welt? (ZDF, arte)
- 2006: Leben im Hochwasser (arte)
- 2007: Der letzte weiße Delfin, 45 Minuten(ARD, arte)
- 2007: Der blutende See – Expedition zum Grund des Alatsees(ARD, arte)
- 2008: Riesenhaie – Sanfte Giganten (ARD, arte)
- 2008: Die Azoren - Paradies im ewigen Blau (ARD, arte)
- 2009: Sägefische - Neptuns vergessene Kinder (ARD, arte)
- 2009: Monster im Badesee? (ARD, arte)
- 2010: Die Schöne und der Hai – Mit Wolke Hegenbarth in Südafrika (ARD, arte)
- 2010: Haie - gejagte Jäger (ARD, arte)
- 2010: Faszination Wissen: Warme Seen - die Klimaerwärmung unter Wasser (ARD)
- 2011: Expedition 50 Grad – Kanada (arte, ARD)
- 2011: Expedition 50 Grad – Atlantik (arte, ARD)
- 2011: Leben am Limit – Geheimnisse der Tiefsee (arte, ARD, ZDF Enterprises)
- 2011: Das Lächeln der weißen Wale (ARD)
- 2011: Faszination Delphin (ARD)
- 2012: Dicke Dinger – Leben mit den Seeelefanten (ARD)
- 2012: Der Schwarm oder das große Fressen (ARD)
- 2013: Die Farm der Delphine (ARD)
- 2013: Mönchsrobben – Poseidons letzte Kinder (ARD)
- 2013: Pilotwale in Gefahr (ARD)
- 2013: Expedition Mittelmeer 5x45 min (arte, ARD, ORF)
- 2014: Han Solo - Der einsame Delphin (ARD)
- 2014: Die schlauste Schildkröte der Welt (ARD)
- 2014: Im Meer der Jäger (ARD)
- 2015:  Boto – der Amazonasdelfin (ARD)
- 2016: Kampf um Montecristo? (BR Fernsehen, arte)
- 2016: Tiermythen – Die Kinder des rosa Flussdelfins (BR Fernsehen, arte)
- 2016: Faszination Wissen: Das Zeitalter des Plastik (BR Fernsehen)
- 2017: Die Karibik: Jäger (ORF, arte, ARD)
- 2017: Die Karibik: Wale und Vulkane (ORF, arte, ARD)
- 2017: Das Kitz im Moos – Geschichten aus dem Ampermoos (BR Fernsehen)
- 2017: Die Rückkehr des Donaulaches (BR Fernsehen)
- 2018: Bayern erleben: Rund um den Königssee (BR Fernsehen)
- 2018: Seekühe auf Reisen (arte, ARD)
- 2018: Mythen im Grenzland, Teil 1 (ARD)
- 2019: Wildes Elba (arte, ARD)
- 2019: Invasion der kleinen Räuber (arte, ARD)
- 2019: Servus Uli - ein Leben für den FC Bayern (FC Bayern TV)
- 2020: Birkhühner - Tänzer im Moor (arte, ARD)
- 2020: Der Uhu - König der Nacht (arte, ARD)
- 2020: Wunderbaum Zirbe (Servus TV)
- 2021: Mythen im Grenzland, Teil 2 (ARD)
- 2022: Die Korallengärtner der Karibik (arte, ZDF)
- 2022: Seejuwelen (Servus TV)
- 2022: Flussjuwelen (Servus TV)
- 2023: Winter im Glemmtal (Servus TV)
- 2023: Winterseen (Servus TV)
- 2024: Wunderwelt Seegraswiese (arte, ZDF, ZDFS)
- 2025: Lord Howe Island - Reset in Paradies (arte G.E.I.E., ZDFS, ORF)